# Puré d'albergínia
El puré d'albergínia, babaganuix o mutàbal, també conegut com a karhmus Riffi (en amazic, al Rif), baba ganuj, Baba Ghanoush, Baba Ghannouj, Baba Ghannoug (els darrers són diferents transcripcions de l'àrab: بابا غنوج, bābā ġanūj), o mutabal en armeni, Abugannuc en turc o melitzanossalata (‘amanida d'albergínia’) en grec, és un aperitiu de la cuina balcànica, nord d'Àfrica i de la mediterrània oriental, fet a base d'albergínia cuita i trinxada amb una forquilla o al morter. Al moment de triturar hom aprofita per a barrejar-hi condiments, entre els quals sovint hi ha pasta de sèsam (tahina), oli d'oliva, suc de llimona i all picat. També hi pot haver julivert, pebre bord, comí, grans de magrana, etc. A en Dalí li agradava molt una versió sense tahina però a la qual s'hi afegia una anxova de l'Escala ben xafada. El seu nom en algunes llengües (grec, turc, etc.) significa literalment ‘amanida d'albergínia’ i en francès se l'anomena ‘caviar d'albergínia’.
L'albergínia es pot escalivar al forn, o sovint es torra sobre una flama viva perquè la polpa sigui ben tova amb un cert gust fumat, després es pela. Sovint se serveix en una font més aviat plana, decorat de forma més o menys senzilla, i se suca amb bocins de pa sense molla, que fan la funció de cullera. Típicament es tracta d'un mezze o tapa però també es pot afegir a altres plats com a acompanyament.
L'origen d'aquest plat s'atribueix de vegades als jueus sefardites dels països balcànics i Turquia.

## Llegenda i tradició
A alguns països, com Síria i Palestina, el nom que se li dona al plat, baba ganuj, vol dir ‘coqueta i viciosa’. Algunes persones opinen que és «viciós» perquè, com l'albergínia és poc calòrica i el plat molt suau i alhora molt bo, quan es comença a menjar, encara que no es tingui molta gana, costa molt de parar.
Altres tradicions diuen que les noies que mengen sovint aquest plat es tornen «coquetes» i amb ganes de ser estimades, i se'ls en dona en abundància en certs moments de la seva vida, per exemple quan s'han de casar, o se'ls prohibeix en d'altres.

## Preparacions similars
A l'Índia existeix un plat semblant que es diu Baingan Bartha, que també està fet amb albergínia cuita directament sobre una flama, pelada i barrejada amb altres ingredients, en aquest cas tomàquet, ceba, all i espècies. Es serveix amb pa indi, per exemple de tipus naan.
A l'oest de l'Índia hi ha una altra versió que es diu Bharit, que conté ceba picada i iogurt i se serveix com a acompanyament.
A Turquia és denominat patlıcan salatası (amanida d'albergina).